# Le Chasseur de chez Maxim's (film, 1976)
Pour les articles homonymes, voir Le Chasseur de chez Maxim's (homonymie).
Pour plus de détails, voir Fiche technique et Distribution.
Le Chasseur de chez Maxim’s est un film français réalisé par Claude Vital sorti en 1976.

## Synopsis
Le très réputé chasseur de chez Maxim's souhaite prendre sa retraite. Mais son patron le retient par le chantage car le chasseur n'a jamais avoué l'origine de ses revenus à sa famille.

## Fiche technique
- Titre : Le Chasseur de chez Maxim’s
- Réalisation : Claude Vital
- Photographie : Maurice Fellous
- Montage :
- Musique : Paul Misraki
- Décors : Willy Holt
- Producteur :
- Société de production :
- Pays de production :  France
- Langue : Français
- Format : couleur — 35 mm — 1,66:1 — Son : Mono
- Genre :  comédie
- Année: 1976
- Durée : 90 min
- Date de sortie :
  - France : 15 décembre 1976

## Distribution
- Michel Galabru : Julien Mercier
- Jean Lefebvre : Francis, le chanoine
- Daniel Ceccaldi : le marquis du Velin
- Francis Perrin : Octave
- Claude Gensac : Germaine
- Marie-Hélène Breillat : Totoche
- Sabine Azéma : Geneviève
- Dominique Davray : la tante
- Gabriel Jabbour : l'ambassadeur
- Gérard Hernandez : Hernandez
- Alfred Adam : le patron
- Jean-Pierre Darras: le ministre
- Jackie Sardou (créditée sous le nom de Jackie Rollin) : Marguerite
- Bernard Musson : le premier ordonnateur
- Michel Bardinet : Binval
- Rachel Cathoud : Cri-Cri
- Robert Dalban : Honoré
- Gérard Jugnot : le comte parieur
- Nicole Desailly : Lucette
- Gérard Emery : le baron
- Lucien Frégis : le porteur de chez Maxim's
- Anna Gaël : Lulu
- Pierre Gallon : le second maître d'hôtel
- Jean-Claude Islert : le second ordonnateur
- Jean Luisi : Firmin
- Jean Cherlian : un garde du corps du ministre